# Ocker
Ocker är enligt svensk rätt ett oredlighetsbrott som består i att den som utnyttjar någons trångmål, oförstånd, lättsinne eller beroendeställning till att bereda sig förmån, som står i uppenbart missförhållande till vederlaget eller för vilken vederlag inte skall utgå, döms för ocker till böter eller fängelse i högst två år. Om brottet är grovt döms man till fängelse, lägst sex månader och högst fyra år.
Som exempel kan nämnas lån med oskäligt hög ränta. Under senare år har vissa SMS-lån uppmärksammats i dessa sammanhang. Noterbart är att det rättsliga begreppet ocker inte har någon rättslig koppling till det populära begreppet "ockerhyra".
I 1734 års lag var gränsen satt vid 6 %, all ränta högre än så betraktades som ocker. Under slutet av 1800-talet försvann dessa regler i de flesta länder, i Sverige 1864 under vissa förhållanden och helt 1907. Civilrättsligt kom en lag 14 juni 1901 mot rättsverkningar av avtal grundade på ocker, vilket ersattes av den nu gällande 31 § i den nya Avtalslagen 1915. 
Även i äldre tider förekom det att personer kringgick dessa bestämmelser, vanligen genom att skuldsedeln skrevs på ett betydligt högre belopp än den verkligen utlånade. Dessa kallades procentare.
För ocker döms också den som vid kreditgivning i näringsverksamhet eller i annan verksamhet, som bedrivs vanemässigt eller annars i större omfattning, bereder sig ränta eller annan ekonomisk förmån, som står i uppenbart missförhållande till motprestationen.